# Dryopteris ryo-itoana
Dryopteris ryo-itoana är en träjonväxtart som beskrevs av Kurata. Dryopteris ryo-itoana ingår i släktet Dryopteris och familjen Dryopteridaceae. Inga underarter finns listade.